# Chodlewo
Chodlewo – wieś w Polsce położona w województwie dolnośląskim, w powiecie trzebnickim, w gminie Żmigród. 

## Położenie
Przez Chodlewo przepływa Kanał Kokotek oraz Kanał Książęcy.

## Krótki opis
We wsi znajduje się także przepompownia. Główną atrakcją są ogniska organizowane na terenie Nadleśnictwa Chodlewo.

## Podział administracyjny
W latach 1975–1998 miejscowość administracyjnie należała do województwa wrocławskiego.

## Nazwa
W księdze łacińskiej Liber fundationis episcopatus Vratislaviensis (pol. Księga uposażeń biskupstwa wrocławskiego) spisanej za czasów biskupa Henryka z Wierzbna w latach 1295–1305 miejscowość wymieniona jest w formie Chodlewo.